# Graciella pulchella
Graciella pulchella är en skalbaggsart som först beskrevs av Johann Christoph Friedrich Klug 1835.  Graciella pulchella ingår i släktet Graciella och familjen långhorningar.
Artens utbredningsområde är:
- Gabon.
- Liberia.
- Senegal.
- Togo.

Inga underarter finns listade i Catalogue of Life.